# Sarah Kofman

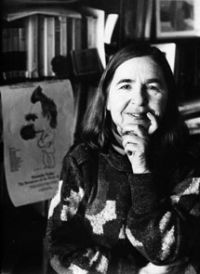
Sarah Kofman

Sarah Kofman (Parijs, 14 september 1934 – 15 oktober 1994) was een Frans-joodse filosofe en schrijfster die zich met name heeft gespecialiseerd in het werk van Friedrich Nietzsche en dat van Sigmund Freud.

## Leven
Kofman begint haar carrière in 1960 als docent in Toulouse. Zij werkt daar samen met Jean Hyppolite en Gilles Deleuze. In 1969 ontmoet Kofman Jacques Derrida en volgt zijn colleges aan de École normale supérieure. In 1970 wordt zij aangesteld als Maître de conférences en later, in 1991, als professor in de wijsbegeerte aan de Universiteit Parijs 1 Panthéon-Sorbonne.
Veel van Kofmans werk is gericht op Nietzsche en Freud maar zij interesseert zich ook voor Gérard de Nerval, Auguste Comte en Shakespeare en let daarbij vooral op de rol die de vrouw bij deze auteurs inneemt.
In 1994 publiceert zij haar autobiografie Rue Ordener, rue Labat, waarin zij haar joodse jeugd beschrijft. Het boek begint op 16 juli 1942, als haar vader, rabbi Bereck Kofman, door de Vichy-politie wordt gevangengenomen en vervolgens gedeporteerd naar Auschwitz. Bereck Kofman wordt daar een jaar later door een kapo vermoord. Sarah Kofman duikt onder bij een vroegere buurvrouw van haar ouders die een surrogaatmoeder voor haar wordt en die zij Mémé noemt. Na de bevrijding volgt een periode waarin het voogdijgeschil tussen Mémé en Kofmans moeder centraal staat.
Op 15 oktober 1994, 150 jaar na de geboorte van Nietzsche, maakt Sarah Kofman een eind aan haar leven. Ze heeft dan meer dan twintig boeken geschreven over filosofie, psychoanalyse, deconstructie, feminisme, kunst en literatuur.

## Publicaties
- L'enfance de l'art: Une interprétation de l'esthétique freudienne (1970).
- Nietzsche et la métaphore (1972).
- Camera obscura: De l'idéologie (1973).
- Quatre romans analytiques (1974).
- Autobiogriffures (1976).
- Aberrations: Le devenir-femme d'Auguste Comte (1978).
- Nerval: Le charme de la répétition (1979).
- Nietzsche et la scène philosophique (1979).
- L'énigme de la femme: La femme dans les textes de Freud (1980).
- Le respect des femmes (Kant et Rousseau) (1982).
- Comment s'en sortir? (1983).
- Un métier impossible: Lecture de "Constructions en analyse" (1983).
- Lectures de Derrida (1984).
- Mélancholie de l'art (1985).
- Pourquoi rit-on? Freud et le mot d'esprit (1986).
- Paroles suffoquées (1987).
- Conversions: Le Marchand de Venise sous le signe de Saturne (1987).
- Socrate(s) (1989).
- Séductions: De Sartre à Héraclite (1990).
- Don Juan ou le refus de la dette (1991).
- "Il n'y a que le premier pas qui coûte": Freud et la spéculation (1991).
- Explosion I: De l'"Ecce Homo" de Nietzsche (1992).
- Explosion II: Les enfants de Nietzsche (1993).
- Le mépris des Juifs: Nietzsche, les Juifs, l'antisémitisme (1994).
- Rue Ordener, rue Labat (1994).
- L'imposture de la beauté et autres textes (1995).

## Over Sarah Kofman
- Joke J. Hermsen, 'In memoriam Sarah Kofman', in: Heimwee naar de mens, De Arbeiderspers 2003.
- Vivian Liska, 'Over autobiografie en vadermoord bij Sarah Kofman', in: De Vlaamsche gids, Vol. 82 (1998) nr. 2.
- Christa Stevens, 'Vluchtlijnen. Over Sarah Kofman', in: Lust & Gratie, veertiende jaargang, nr. 55, 1997

## Vertalingen van Kofman in het Nederlands
- Rue Ordener, rue Labat, vertaald en van een inleiding voorzien door Désirée Schyns, met een nawoord door Solange Leibovici, De Arbeiderspers 2004.
- Baubo. Theologische perversie en fetisjisme, uit Nietzsche et la scène philosophique (1979) en vertaald door Henk van der Waal en Joke J. Hermsen, Picaron 1987.